# Ocrepeira fiebrigi
Ocrepeira fiebrigi là một loài nhện trong họ Araneidae.
Loài này thuộc chi Ocrepeira. Ocrepeira fiebrigi được Maria Dahl miêu tả năm 1906.